# Zamęcie (Lubczyna)
Zamęcie (niem. Althof, pot. Zamęcin) – nieoficjalna część wsi Lubczyna, w województwie zachodniopomorskim, w powiecie goleniowskim, w gminie Goleniów.
Zabudowa miejscowości zagrodowa z funkcją rolniczą. W okolicy miejscowości przepływa Kanał Zamęcki i Kanał Borzysławiecki. W pobliżu miejscowości znajduje się dzika plaża na jeziorze Dąbie.

## Historia
Zamęcie zostały założone przez założycieli Lubczyny, w XIX w. Znajdował się tam folwark i budynki mieszkalne.
Do 1945 r. niemiecką nazwą osady była Althof. W 1948 r. ustalono urzędowo polską nazwę osady Zamęcie.
Osada jest wymieniana w raportach gminy Goleniów.